# Скрудж (маркетплейс)
Skroutz — греческая онлайн-платформа для покупок
Изначально она функционировала как поисковая система цен, но со временем превратилась в полноценный онлайн-маркетплейс, где потребители могут совершать покупки напрямую через платформу.
На сайте Skroutz.gr представлено более 7 миллионов товаров от более чем 7 000 партнерских магазинов.

## Название
Название компании вдохновлено Эбенезером Скруджем, персонажем романа Чарльза Диккенса «Рождественская песнь». Скрудж, известный своей скупостью, всегда стремился найти самую низкую цену на всё, что его интересовало.

## История
Skroutz S.A. была основана в 2005 году Георгиосом Хадзигеоргиу, Георгиосом Августидисом и Василисом Димосом.
Компания базируется в Афинах и занимается разработкой технологических услуг в сфере электронной коммерции. В её штате работает более 500 сотрудников.
Компания активно инвестирует в развитие и внедрение новых услуг с целью трансформации в полноценный маркетплейс. В июле 2022 года Skroutz S.A. полностью приобрела компанию EveryPay, поставщика современных решений для электронных платежей.
Ранее Skroutz приобрела курьерскую компанию SendX, сделав важный шаг в развитие логистики «последней мили» — ключевого этапа, связанного с доставкой заказов напрямую клиентам.
В ноябре 2021 года компания представила сервис Skroutz Point — сеть постаматов для удобного и быстрого получения покупок. Пользователи могут выбирать эти устройства в качестве пункта доставки своих заказов.
Skroutz Plus  — это сервис с ежемесячной подписки, запущенный в июне 2021 года, предлагающий зарегистрированным пользователям ряд преимуществ, включая бесплатную доставку и эксклюзивные предложения.
Подарочные карты Skroutz  были представлены в июне 2022 года. В тот же месяц компания анонсировала новую модель работы Fulfilled by Skroutz , которая предоставляет партнёрским магазинам возможность хранить свои товары на складах Skroutz.
В сентябре 2022 года компания объявила о расширении на Кипр, запустив платформу skroutz.cy .
В январе 2023 года была представлена услуга доставки заказов  в 20 стран Евросоюза, включая Румынию (skroutz .ro)., Мальту (skroutz.mt) и Германию (skroutz.de). .

## Посещаемость
Согласно данным SimilarWeb, в ноябре 2021 года сайт Skroutz.gr занял четвёртое место по посещаемости среди всех сайтов в Греции, собрав около 45 миллионов визитов за месяц. В категории электронной коммерции он стал самым популярным ресурсом. 